# アビバ

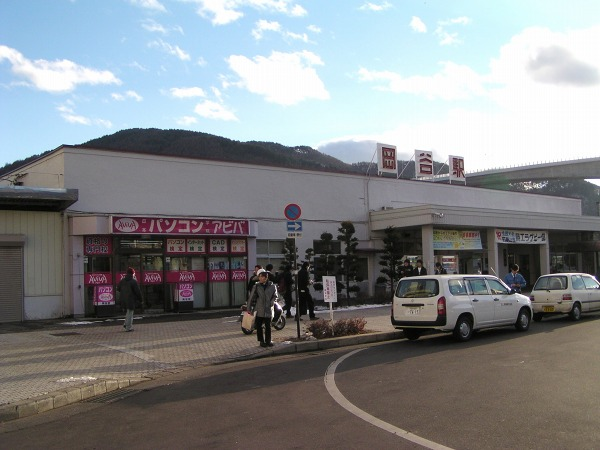
岡谷校（長野県岡谷市岡谷駅内、2005年12月撮影）

株式会社アビバ（Aviva Co.,Ltd.）は、パソコン教室「アビバ」などを全国展開していた企業。現在は、大栄教育システム株式会社と統合して設立された株式会社リンクアカデミー（リンクアンドモチベーション100％出資の子会社）となっており、「アビバ」はパソコン教室のスクールブランドとして引き続き全国で運営されている。

## 概要
2011年（平成23年）6月現在、直営店を全国に112校・フランチャイズを282拠点展開する業界大手。駅前を中心に展開していた。
2005年以前の旧運営会社時代については、アビバジャパンを参照。
2005年（平成17年）4月1日に、産業再生機構の支援を受けて、経営破綻した株式会社アビバジャパンから、ベネッセコーポレーション（現・ベネッセ･ホールディングス）が95%以上出資する譲受会社の株式会社アビバへ営業の全てを譲渡され、ベネッセグループ傘下となる。アビバジャパンは清算された。
ベネッセの完全子会社として、採算性を改善し黒字転換を果たしたが、業務の拡大やベネッセ他事業との相乗効果が見られなかったため、2010年（平成22年）3月に、株式会社ベネッセホールディングスはアビバ全株式をスリープログループ株式会社に譲渡した。2010年8月に、株式会社ホーム・コンピューティング・ネットワークが株式会社アビバを吸収合併し、商号を株式会社アビバに変更している。さらに2011年（平成23年）6月11日には、株式会社リンクアンドモチベーションに全株式が譲渡されている。2013年（平成25年）、株式会社アビバは大栄教育システム株式会社と統合し、株式会社リンクアカデミー (リンクアンドモチベーション100％出資の子会社)となり、「アビバ」はパソコン教室のスクールブランドとして引き続き全国で運営されている。
2012年9月10日、二重価格表示違反により、景品表示法違反として消費者庁に措置命令を受けている。
旧運営会社時代に放送されていたCMでは、加藤茶が老婆に扮装して牧瀬里穂とともに出ていた。他に、辺見えみり、ガッツ石松と鈴木紗理奈、ネプチューン、加藤茶と山田まりや、蛯原友里とRAG FAIR、鷲巣あやのが出ていた。
2022年1月5日、リンクアカデミーがディーンモルガンを吸収合併。

## 事業内容
- パソコン教室 アビバ
- アビバキッズ
- アビバアットホーム